# ACADM
Die mittlere-Kette-spezifische Acyl-Coenzym A-Dehydrogenase ist ein Enzym, das vom Gen ACADM kodiert wird. Das Enzym katalysiert den initialen Schritt der mitochondrialen β-Oxidation. Es ist dabei spezifisch für Acyl-Ketten mit einer Länge von 4 bis 16 C-Atomen. Mutationen im ACADM-Gen führen zu Ausfällen im Enzym, was wiederum zu Dysfunktion der Leber, Hypoglykämie bei Nüchternheit und Enzephalopathie führt. Dies kann zum Tod noch im Kindesalter führen.
Neben dieser existieren noch Acyl-Coenzym A-Dehydrogenasen, die für kurze Ketten (ACADS), für lange (ACADL) oder für sehr lange Ketten (ACADVL) spezifisch sind.